# 形式追随功能

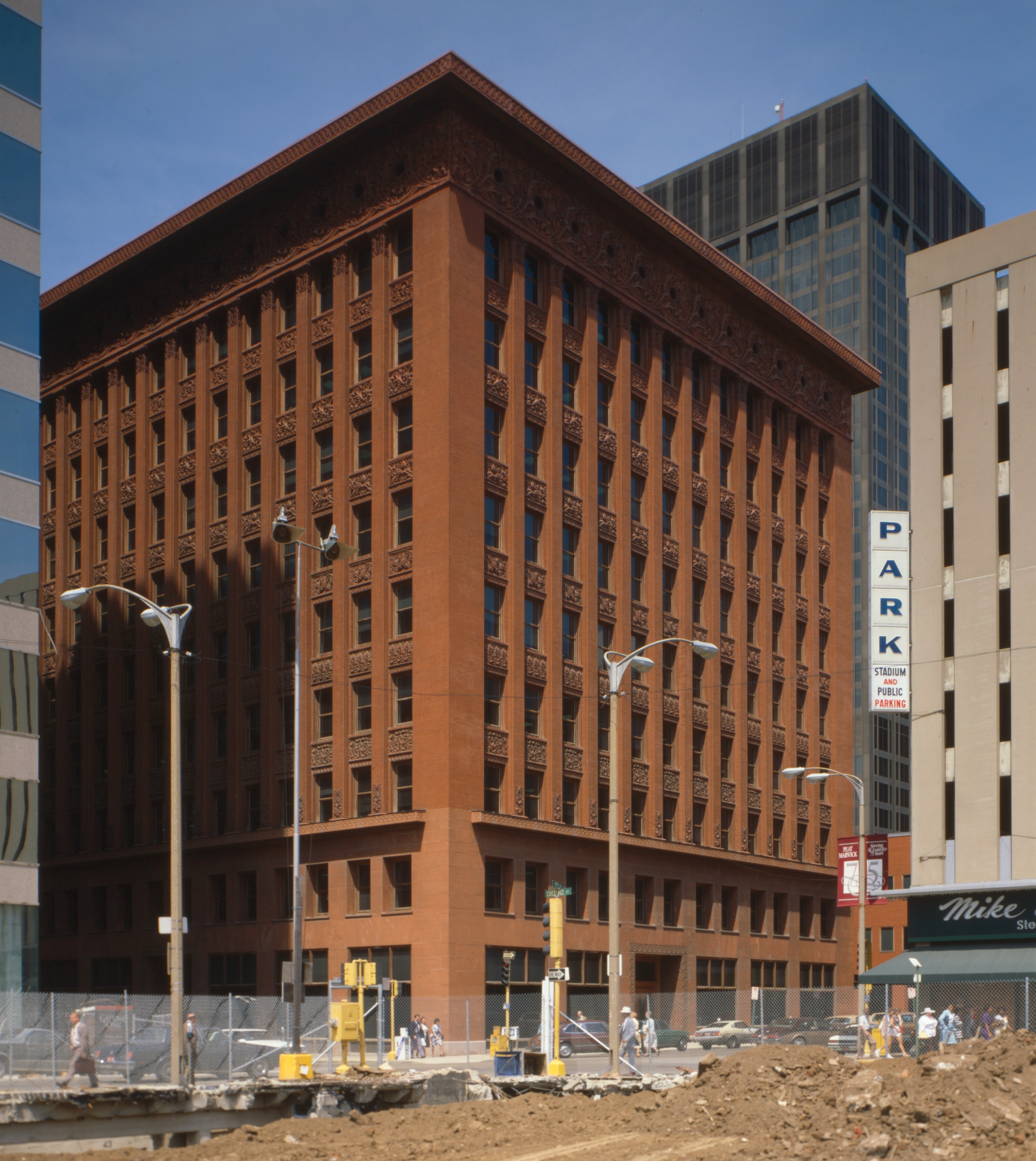
由路易斯·沙利文设计的密蘇里州圣路易斯的温莱特大厦，建于1891年，是他著名的格言“形式追随功能”的象征。

形式追随功能（英語：Form follows function，又译“形式服从功能”“形式跟随功能”“形隨機能”等）是一项与19世纪末至20世纪初的建筑和工业设计相关的原则，它意味着建筑物或物体的形状应基本与其预期的功能或目的相关。

## 短语的起源
该格言由建筑师路易斯·沙利文（Louis Sullivan）创始，但它常被错误地归功于雕塑家霍雷肖·格里诺（1805-1852），而格里诺的思想大多早于后来的实用主义方法。格里诺的著作在很长一段时间内都被基本遗忘了，并且在20世纪30年代才被重新发现。1947年，他的文章被选刊为《形式和功能：霍雷肖·格里诺的艺术评论》（Form and Function: Remarks on Art by Horatio Greenough）。
沙利文和格里诺都是美国人，沙利文更年轻，并且崇拜理性主义思想家，如梭罗、爱默生、惠特曼和梅尔维尔，以及格里诺本人。1896年，沙利文在一篇题为《高层办公建筑艺术思考》（The Tall Office Building Artistically Considered）的文章中提出了这句话，不过后来将这一核心理念归功于古罗马建筑师、工程师和作家维特鲁威，维特鲁威的《建筑十书》中认为建筑必须具备“坚固、实用、美观”（拉丁語：firmitas, utilitas, venustas）三种品质。沙利文写的实际上是“形式永远追随功能”（form ever follows function），但更简洁、无强调的版本流传更广。对于沙利文来说，这是一种精炼的智慧、一种美学信条，一种“没有例外的规则”（rule that shall permit of no exception）。完整的表述是：
|  | 不管是鹰击长空，还是苹果花开，是劳作的马，还是悠哉的天鹅，是枝繁叶茂的橡树，还是蜿蜒的溪流，是漂动的云朵，甚是东升西落的太阳，形式永远追随功能，而且这是规则。功能不变，则形式不变。花岗岩、沉寂的山丘，亘古未变；闪电般的生命，形成，而后死去，转瞬即逝。 生命在其表达中得以被认识、形式永远遵循功能，这是有机和无机的一切事物、形而下和形而上的一切事物、人类的和超人类的一切事物、头脑中一切真实的表现、心灵、灵魂的普遍规律。这是规则。 |

沙利文在19世纪后期的芝加哥设计了高层钢结构摩天大樓的形状，当时技术、品味和经济力量的交融，要求打破既定的风格。若建筑物的形态已经不能从旧的图案书中选出，那就必须有某种东西确定其形式，而根据沙利文的说法，建筑目的将会确定其形式。因此，“形式追随功能”而不是“形式追随先例”。沙利文的助手弗蘭克·勞埃德·賴特（Frank Lloyd Wright）以一种稍有不同的形式采纳并表达了同样的原则——可能是因为摆脱旧式风格给了他们更大的自由和余地。

## 关于装饰功能的争论
1908年，奥地利建筑师阿道夫·路斯（Adolf Loos）写了一篇题为《装饰与罪恶》的寓言文章，以回应维也纳分离派建筑师使用的精美装饰。现代主义者采用了路斯的道德论证以及沙利文的格言。路斯曾在美国担任木匠。他曾赞叹高效的管道和工业建筑，如玉米筒仓和钢水塔作为功能设计的例子。

## 适用于不同领域

### 建筑

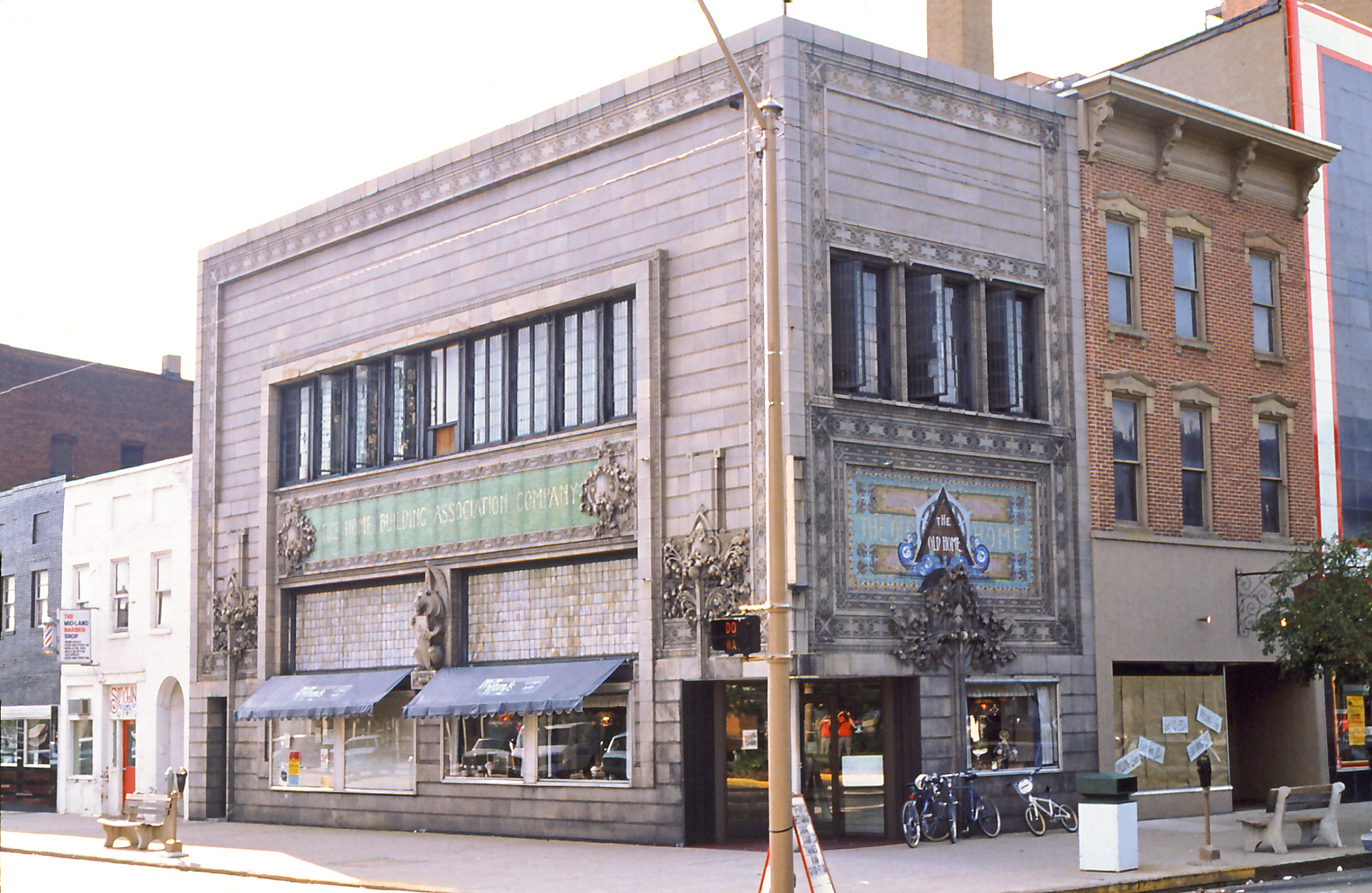
沙利文设计的住宅建筑协会银行（Home Building Association Bank）

20世纪30年代之后，“形式（永远）追随功能”这一短语成为了现代主义建筑师的战斗口号。该信条被认为暗示了装饰性元素在现代建筑中是多余的。然而，沙利文本人在职业生涯的巅峰时期既没有想到，也没有按照这样的思路设计。事实上，虽然他的建筑在其主要拥护群体中可能是空旷而清新的，但他经常在其平的表面上点缀花哨的新艺术风格和凯尔特复兴装饰，通常用铁或陶土铸造，从藤蔓和常春藤等有机形式到更多几何图案和交织，其灵感来自他的爱尔兰设计传统。最著名的例子可能是覆盖了沙利文中心（又名Carson, Pirie, Scott and Company Building）入口檐篷的曲折的绿色铁艺，位于芝加哥南州街（South State Street）。这些饰品通常由沙利文雇用的有才华的年轻绘图员制成，最终成为了沙利文的标志；对于建筑学的学生而言，这是他一眼即可认出的标志。

### 产品设计
在功能设计与市场需求之间固有矛盾的历史上，1935年发生了一个插曲，那是在流线型的克莱斯勒Airflow引入后，美国汽车制造业暂停了将最优化的空气动力学形式导入量产尝试。一些汽车制造商认为空气动力学效率将导致唯一的最佳的车身形状：“泪珠”形状，将对单位销售量的提升不利。通用汽车对流线形化采取了两个不同的立场，一个是内部工程社区，另一个是客户。与年度车型变化一样，所谓的空气动力学造型在技术性能方往往毫无意义。随后，阻力係數已成为一种营销工具和一种通过稍微降低其燃料消耗并显著提高其最高速度来提高汽车销售业绩的手段。
20世纪30年代和40年代的美国工业设计师，如雷蒙德·洛威、诺曼·贝尔·格迪斯和亨利·德雷夫斯，在重新设计搅拌机、火车头以及复印机，以满足大众市场消费时，努力克服“形式追随功能”的固有矛盾。洛威制定了他的“MAYA”（Most Advanced Yet Acceptable，最先进但可接受）原则来表达产品设计受到数学、材料和逻辑的功能约束，但它们的接受度则受社会期望的约束。他的建议是，对于非常新的技术，应以尽可能熟悉的形式呈现，但对于熟悉的技术，则应该做得令人眼前一亮。
若忠实地执行“形式追随功能”，工业设计师有可能使他们的客户破产。一些简单的单用途物品，如螺丝刀、铅笔和茶壶，可以简化为单一的最佳形式，从而排除產品差異化。一些太耐用的物品会妨碍替换品的销售（参见計畫性報廢）。从功能的角度来看，一些产品根本没有存在的必要。
维克多·帕帕纳克（1998年去世）是最近一位有影响力的设计师和设计哲学家，作为“形式跟随功能”的支持者教书并写作。

### 软件工程
有人主张，工作的、非琐细的软件构件（working, non-trivial software artifact）的结构和内部质量属性，首先代表其建构的工程要求，而过程的影响是微不足道的。这并不意味着该过程无关紧要，但与构件要求兼容的过程会产生大致相似的结果。
该原则也可以应用于现代企业的企业应用架构（Enterprise Application Architectures），其中“功能”是应由企业架构或“形式”协助的业务流程。如果架构决定了业务如何运作，那么业务可能会因不能适应变化而僵化。SOA（面向服务的体系结构）使企业架构师能够通过采用基于标准的通信协议来重新安排体系结构的“形式”，以满足业务的功能需求，从而实现互通性。
此外，領域驅動設計假定结构（软件架构、设计模式、实现）应来自建模域的约束（功能需求）。
虽然“形式”和“功能”对许多工程学说可能或多或少是明确和不变的概念，但元编程和功能编程范式非常适合探索、模糊和颠倒这两个概念的本质。
敏捷软件开发运动支持诸如测试驱动开发之类的技术，其中工程师从最小的用户导向功能单元开始，为此创建一项自动化测试，然后实现功能并迭代，重复此过程。该准则的结果和论点是结构或“形式”从实际功能中产生，并且实际上因为有机地实现，使得项目由于自动化测试的功能基础而具有更长的适应性以及更高的质量。

### 汽车设计
如果汽车的设计符合其功能——例如菲亚特Multipla的形状，部分是因为希望让六个人分成两排坐——那么我们说它的形式追随其功能。

### 演化
早已被证伪的拉马克进化论（“用进废退”）认为，骨骼根据与其用途相关的功能形成；例如，长颈鹿长得高是为了够得到树叶。相比之下，在达尔文进化论中，形式（变异）先于功能（由自然选择决定）。这也是说，在拉马克进化论中，形式被所需的功能所改变，而在达尔文进化论中，形式的微小变化使得部分群体能够“更好”地发挥作用，因此在繁殖上更有利。